# Fernando Gutiérrez Barrios, Cosoleacaque
Fernando Gutiérrez Barrios är en ort i Mexiko.   Den ligger i kommunen Cosoleacaque och delstaten Veracruz, i den sydöstra delen av landet, 500 km öster om huvudstaden Mexico City. Fernando Gutiérrez Barrios ligger 37 meter över havet och antalet invånare är 256.
Terrängen runt Fernando Gutiérrez Barrios är huvudsakligen platt. Fernando Gutiérrez Barrios ligger uppe på en höjd. Runt Fernando Gutiérrez Barrios är det tätbefolkat, med 343 invånare per kvadratkilometer. Närmaste större samhälle är Minatitlán, 4,1 km sydost om Fernando Gutiérrez Barrios. Omgivningarna runt Fernando Gutiérrez Barrios är en mosaik av jordbruksmark och naturlig växtlighet.